# دایزن مائدا
دایزن مائدا (انگلیسی: Daizen Maeda؛ زادهٔ ۲۰ اکتبر ۱۹۹۷) بازیکن فوتبال اهل ژاپن است.که در باشگاه فوتبال سلتیک در پست مهاجم بازی می‌کند.
از باشگاه‌هایی که مائدا در آن بازی کرده‌است می‌توان به باشگاه فوتبال ماتسوموتو یاماگا اشاره کرد.